# Kostel Narození Panny Marie (Lipovec)
Kostel Narození Panny Marie v Lipovci je římskokatolický chrám v okrese Blansko. Je chráněn jako kulturní památka České republiky. Je farním kostelem farnosti Lipovec u Blanska.

## Historie
Kostel byl založen pravděpodobně již po vzniku obce, první písemná zmínka pochází z roku 1437, kdy se na holštejnském panství uvádí kostely v Jedovnicích, Lipovci, Ostrově a Housku. Původní lipovecký kostel vyhořel roku 1600 a o padesát let později byl obnoven. I tento kostel potkala pohroma, když roku 1822 při velkém požáru obce Lipovce vyhořel.
Tehdejší majitel rájeckého panství Hugo František Salm, který byl farním patronem, rozhodl o výstavbě nového kostela na jiném místě, ležícího několik desítek metrů jihozápadně od vyhořelého objektu. Základní kámen byl slavnostně položen roku 1828, stavba však byla pro finanční obtíže rájeckého panství v roce 1830 na devět let pozastavena. Práce byly obnoveny až roku 1839 a trvaly do roku 1842. Kostel byl vysvěcen dne 8. září 1843 na svátek Narození Panny Marie. V roce 1850 byl zakoupen obraz Narození Panny Marie od autora Matěje Šťastného, který je na hlavním oltáři.
V Lipovci působil jako farář národní buditel Jan Nepomuk Soukop.
Lipovecký kostel postihly dvě světové války, při nichž byly zkonfiskovány zvony. Od roku 1947 jsou v Lipovci tři zvony, které jsou vzájemně sladěny. Roku 1983 byla do kostela pořízena nová křížová cesta od akademické malířky Sabiny Kratochvílové.
Lipovecká farnost se v roce 2015 přihlásila do soutěže o nejlépe opravenou kulturní památku Jihomoravského kraje v roce 2014. V tomto roce totiž farnost pokračovala ve třetí etapě opravy kostela, která se týkala opravy presbytáře a oken severozápadní strany. Farnost získala v hlasování 1304 hlasů a zvítězila v kategorii velké stavby.

## Popis
Jedná se o podélnou jednolodní neorientovanou stavbou s příčnou lodí a pětibokým závěrem, která je postavena v pseudogotickém slohu. Představuje doklad poměrně časného historismu v moravské architektuře.